# 柳麻美
柳 麻美（やなぎ まみ、8月14日 - ）は、日本の女性シンガーソングライター。神奈川県出身。血液型はO型。

## 人物
専門学生時代に受けたオーディションがきっかけで、本格的に歌手活動を始める。
デビュー作はナムコ『カウンターストライクNEO』のFLASH形式ビジュアルノベル『Counter-Strike NEO -WHITE MEMORIES-』のエンディングテーマ「memories」。当時はドラマーとしても活動。
テレビ朝日の音楽番組『PRO-file』にレギュラーとして初のテレビ出演を果たす。それと同時に上戸彩、星井七瀬など、様々なアーティストのライブサポート、レコーディングやライブのコーラスサポート、仮歌などの活動も開始。幅広く様々な活動を行っていたが、2007年頃を境にドラマーとしての活動を休止し、歌手活動のみに専念する事となった。
これまでにサポートしたアーティストはalan、JUNO、Dream、U-Kiss、山本サヤカ、彩音、いとうかなこ、今井麻美、喜多村英梨、榊原ゆい、水樹奈々、桃井はるこなど。
2008年以降はゲームやアニメの主題歌を中心に担当しており、2012年11月5日よりフリーランスから自身初の事務所となるLOVE×TRAXに所属。
自身で作詞・作曲、アレンジも手掛ける他、MAMI名義でPCゲームの主題歌などにもボーカルとして多数参加している。
テレビアニメ『進撃の巨人』主題歌シングル『Linked Horizon/自由への進撃』収録曲の「もしもこの壁の中が一軒の家だとしたら」のボーカルで注目を浴びる。進撃の巨人トーク＆ライブイベント「自由への進撃」に歌姫として出演し、全8公演を完走した。
2013年9月21日、恵比寿天窓.Switchで1stワンマンライブ「Mami's MUSIUM 〜1st impression〜」を行った。
2014年7月1日付けで所属事務所であるLOVE×TRAXを離れ、再びフリーランスにて活動。
2017年5月発売の、テレビアニメ『進撃の巨人』とのコラボアルバム『Linked Horizon/進撃の軌跡』にて、再度ボーカルとして抜擢される。それと平行し、同年7月より『Linked Horizon Live tour 2017 進撃の軌跡』にて、日本全国&世界への全36公演のツアーにボーカルとして参加し、最終公演は横浜アリーナ2DaysのLive Tour『進撃の軌跡』総員集結 凱旋公演を完走した。
現在も歌手活動を行う傍ら、コスプレイヤーえなこをはじめとする、数々のアーティストや声優のボイストレーナー&レコーディングディレクターとしても活躍中で、活動の幅は多岐に渡る。

## ディスコグラフィ

### シングル
| 枚  | 発売日        | タイトル                   | 規格品番 | 備考                                                     | 最高位 |
| --- | ------------- | -------------------------- | -------- | -------------------------------------------------------- | ------ |
| 1st | 2011年5月18日 | いつかきっと〜未来の私へ〜 |          | 映画『ハードライフ〜紫の青春・恋と喧嘩と特攻服〜』主題歌 | ？位   |

### ミニアルバム
| 枚  | 発売日        | タイトル   | 規格品番  | 最高位 |
| --- | ------------- | ---------- | --------- | ------ |
| 1st | 2009年5月5日  | 明け方の空 | MCRC-0001 | ？位   |
| 2nd | 2014年4月27日 | 導きの光   | MCRC-0002 | ？位   |

### ワークベストアルバム
| 発売日         | タイトル    | 規格品番  | DISC                 | 楽曲                                         | 備考                                                                     |
| -------------- | ----------- | --------- | -------------------- | -------------------------------------------- | ------------------------------------------------------------------------ |
| 2024年10月27日 | Storyteller | MCRC-0003 | DISC1 柳麻美's Story | 01.「全力 youth days」                       | 『熱血異能部活譚 Trigger Kiss』OPテーマ                                  |
| 2024年10月27日 | Storyteller | MCRC-0003 | DISC1 柳麻美's Story | 02.「光放て！」                              | 『ATRI -My Dear Moments-』OPテーマ                                       |
| 2024年10月27日 | Storyteller | MCRC-0003 | DISC1 柳麻美's Story | 03.「ガラスの仮面ですが ～Another myself～」 | 『ガラスの仮面ですが』主題歌                                             |
| 2024年10月27日 | Storyteller | MCRC-0003 | DISC1 柳麻美's Story | 04.「Friday」                                | 『アニーのアトリエ ～セラ島の錬金術士～』イメージソング                  |
| 2024年10月27日 | Storyteller | MCRC-0003 | DISC1 柳麻美's Story | 05.「Flora」                                 | 『リーナのアトリエ ～シュトラールの錬金術士～』主題歌                    |
| 2024年10月27日 | Storyteller | MCRC-0003 | DISC1 柳麻美's Story | 06.「ARGENTEUM ASTRUM」                      | 『アトリエシリーズ・ヴォーカルコレクション ～フォルクスリート3～』収録曲 |
| 2024年10月27日 | Storyteller | MCRC-0003 | DISC1 柳麻美's Story | 07.「Promised Gemini」                       | 『アーシャのアトリエ 〜黄昏の大地の錬金術士〜』DLC戦闘曲                 |
| 2024年10月27日 | Storyteller | MCRC-0003 | DISC1 柳麻美's Story | 08.「恋する散歩道」                          | 『Mana-Khemia Original Vocal Mini Album Condition Red』収録曲            |
| 2024年10月27日 | Storyteller | MCRC-0003 | DISC1 柳麻美's Story | 09.「Sail」                                  | 『マナケミア2 ～おちた学園と錬金術士たち～』EDテーマ                     |
| 2024年10月27日 | Storyteller | MCRC-0003 | DISC1 柳麻美's Story | 10.「Prism」                                 | 『リディー&スールのアトリエ ～不思議な絵画の錬金術士～』挿入歌           |
| 2024年10月27日 | Storyteller | MCRC-0003 | DISC1 柳麻美's Story | 11.「永遠の楽園」                            | 『翠の海』EDテーマ                                                       |
| 2024年10月27日 | Storyteller | MCRC-0003 | DISC1 柳麻美's Story | 12.「ハナのオト」                            | 『キミへ贈る、ソラの花』EDテーマ                                         |
| 2024年10月27日 | Storyteller | MCRC-0003 | DISC1 柳麻美's Story | 13.「君の箱庭」                              | 『箱庭ロジック』EDテーマ                                                 |
| 2024年10月27日 | Storyteller | MCRC-0003 | DISC1 柳麻美's Story | 14.「一秒の窓」                              | 『鍵を隠したカゴのトリ -Bird in cage hiding the key-』EDテーマ           |
| 2024年10月27日 | Storyteller | MCRC-0003 | DISC1 柳麻美's Story | 15.「いつかきっと ～私の未来へ～」           | 『ハードライフ』主題歌                                                   |
| 2024年10月27日 | Storyteller | MCRC-0003 | DISC2 MAMI's Story   | 01.「千の火花」                              | 『源平繚乱絵巻GIKEI』主題歌                                              |
| 2024年10月27日 | Storyteller | MCRC-0003 | DISC2 MAMI's Story   | 02.「lead」                                  | 『聖天使ユミエル シャドークルセイド』 主題歌                             |
| 2024年10月27日 | Storyteller | MCRC-0003 | DISC2 MAMI's Story   | 03.「Labyrinth」                             | 『GEARS of DRAGOON 2 ～黎明のフラグメンツ～』主題歌                      |
| 2024年10月27日 | Storyteller | MCRC-0003 | DISC2 MAMI's Story   | 04.「月影ヤミノ彼方 -ツキカゲヤミノカナタ-」 | 『月光アルスマギカ -不可逆神域の少女たち-』主題歌                        |
| 2024年10月27日 | Storyteller | MCRC-0003 | DISC2 MAMI's Story   | 05.「Tragicomedy」                           | 『Reversible』主題歌                                                     |
| 2024年10月27日 | Storyteller | MCRC-0003 | DISC2 MAMI's Story   | 06.「彷徨う虚」                              | 『Maggot baits』主題歌                                                   |
| 2024年10月27日 | Storyteller | MCRC-0003 | DISC2 MAMI's Story   | 07.「迷ヒ我」                                | 『Erewhon』主題歌                                                        |
| 2024年10月27日 | Storyteller | MCRC-0003 | DISC2 MAMI's Story   | 08.「Lkyt.」                                 | 『Lkyt.』主題歌                                                          |
| 2024年10月27日 | Storyteller | MCRC-0003 | DISC2 MAMI's Story   | 09.「Dance of Wolf」                         | 『眠れぬ羊と孤独な狼 -A Tale of Love, and Cutthroat-』主題歌             |
| 2024年10月27日 | Storyteller | MCRC-0003 | DISC2 MAMI's Story   | 10.「荒野の少女」                            | 『Laplacian vocal collection vol.01 2016-2018』収録曲                    |
| 2024年10月27日 | Storyteller | MCRC-0003 | DISC2 MAMI's Story   | 11.「風の唄」                                | 『ニュートンと林檎の樹』OPテーマ                                         |
| 2024年10月27日 | Storyteller | MCRC-0003 | DISC2 MAMI's Story   | 12.「Wish You Were There」                   | 『未来ラジオと人工鳩』EDテーマ                                           |
| 2024年10月27日 | Storyteller | MCRC-0003 | DISC2 MAMI's Story   | 13.「星の下、羽根をとじて」                  | 『逃避行GAME』EDテーマ                                                   |
| 2024年10月27日 | Storyteller | MCRC-0003 | DISC2 MAMI's Story   | 14.「雨降り花」                              | 新曲（書き下ろし）                                                       |

### コンピレーション
| 発売日   | 商品名                                                                    | 歌                                       | 楽曲                                                                                   | 備考 |
| 2008年   | 2008年                                                                    | 2008年                                   | 2008年                                                                                 | 2008年                                                                                                  |
| -------- | ------------------------------------------------------------------------- | ---------------------------------------- | -------------------------------------------------------------------------------------- | --- |
| 5月21日  | マナケミア2 オリジナルサウンドトラック                                    | 柳麻美                                   | 「Sail」                                                                               | ゲーム『マナケミア2 〜おちた学園と錬金術士たち〜』 エンディングテーマ                                   |
| 5月21日  | マナケミア2 オリジナルサウンドトラック                                    | 柳麻美                                   | 「恋する散歩道」                                                                       | 同作イメージソング                                                                                      |
| 10月13日 | くろねこのサンバ                                                          | 柳麻美                                   | 「サイクル」                                                                           | |
| 12月29日 | りんごレストラン                                                          | 茶太、柳麻美、yuiko                      | 「りんごレストラン」 「またね、さよなら」                                              | |
| 12月29日 | りんごレストラン                                                          | 柳麻美                                   | 「サイクル」 「わかれ道」 「わかれ道 夕焼けver」                                       | |
| 2009年   |                                                                           |                                          |                                                                                        | |
| 1月28日  | アニーのアトリエ〜セラ島の錬金術士〜 オリジナルサウンドトラック           | 柳麻美                                   | 「Shiny」                                                                              | ゲーム『アニーのアトリエ 〜セラ島の錬金術士〜』 エンディングテーマ                                      |
| 1月28日  | アニーのアトリエ〜セラ島の錬金術士〜 オリジナルサウンドトラック           | 柳麻美                                   | 「Friday」                                                                             | 同作イメージソング                                                                                      |
| 1月28日  | アニーのアトリエ〜セラ島の錬金術士〜 オリジナルサウンドトラック           | 柳麻美                                   | 「虹のかなたの宝島」                                                                   | Exciting Voice                                                                                          |
| 6月26日  | 夏色さじたりうす〜浜井原学園弓道部〜 オリジナルサウンドトラック           | MAMI                                     | 「夏のかけら」                                                                         | PCゲーム『夏色さじたりうす〜浜井原学園弓道部〜』主題歌                                                  |
| 6月26日  | 夏色さじたりうす〜浜井原学園弓道部〜 オリジナルサウンドトラック           | MAMI                                     | 「おやすみ」                                                                           | PCゲーム『夏色さじたりうす〜浜井原学園弓道部〜』エンディングテーマ                                      |
| 9月25日  | はぴとら -Happy Transportation- オリジナルサウンドトラック                | MAMI                                     | 「月影のDissolve」                                                                     | PCゲーム『はぴとら -Happy Transportation-』エンディングテーマ                                           |
| 12月16日 | リーナのアトリエ〜シュトラールの錬金術士〜 オリジナルサウンドトラック     | 柳麻美                                   | 「Flora」                                                                              | ゲーム『リーナのアトリエ 〜シュトラールの錬金術士〜』 主題歌                                            |
| 12月16日 | リーナのアトリエ〜シュトラールの錬金術士〜 オリジナルサウンドトラック     | 柳麻美                                   | 「Windy」                                                                              | 同作エンディングテーマ                                                                                  |
| 2010年   |                                                                           |                                          |                                                                                        | |
| 6月23日  | アトリエシリーズ・ヴォーカルコレクション ～フォルクスリート3～            | 柳麻美                                   | 「ARGENTEUM ASTRUM」                                                                   | オリジナルBGM：『リーナのアトリエ～シュトラールの錬金術士～』より                                       |
| 6月23日  | アトリエシリーズ・ヴォーカルコレクション ～フォルクスリート3～            | 柳麻美                                   | 「VOICE FROM THE DEPTH」                                                               | オリジナルBGM：『ロロナのアトリエ～アーランドの錬金術士～』より                                         |
| 8月14日  | PARADISO                                                                  | 柳麻美                                   | 「はじまりの歌」                                                                       | |
| 10月11日 | 散牡丹                                                                    | MAMI                                     | 「Slinking cat」 「否定の全肯定」 「The Wicked Girl's Intentio」                       | |
| 2011年   |                                                                           |                                          |                                                                                        | |
| 6月29日  | GOSICK ORIGINAL SOUNDTRACK SECOND SEASON                                  | Noria、柳麻美                            | 「薔薇色の人生（ラ・ヴィ・アン・ローズ）」                                             | テレビアニメ『GOSICK -ゴシック-』関連曲                                                                 |
| 10月28日 | 翠の海 ORIGINAL SOUND TRACK                                               | MAMI                                     | 「永遠の楽園」                                                                         | PCゲーム『翠の海 -midori no umi-』エンディングテーマ                                                    |
| 12月31日 | ハート                                                                    | ひよこまかろん（茶太、柳麻美、ぽりふぉ） | 「真っ白なキャンバス」 「君と笑顔で」 「Ring」 「変わらないもの」 「いつか・・・」     | おまけCD「らぶちゅーにゅー」付き                                                                        |
| 2012年   |                                                                           |                                          |                                                                                        | |
| 3月28日  | Re:Colors 00's cover collection                                           | 柳麻美                                   | 「Poker Face」                                                                         | |
| 12月21日 | キミへ贈る、ソラの花 ORIGINAL SOUND TRACK                                 | MAMI                                     | 「ハナのオト」                                                                         | PCゲーム『キミへ贈る、ソラの花』エンディングテーマ                                                      |
| 2013年   |                                                                           |                                          |                                                                                        | |
| 5月5日   | 逃避行GAME ボーカルCD Escape Songs                                        | MAMI                                     | 「星の下、羽根をとじて」                                                               | 逃避行GAME エンディングテーマ                                                                           |
| 6月27日  | エスカ&ロジーのアトリエ 〜黄昏の空の錬金術士〜 リコレクションアーカイブス | 柳麻美                                   | 「Promised Gemini」                                                                    | ゲーム『アーシャのアトリエ 〜黄昏の大地の錬金術士〜』BGM                                                |
| 7月10日  | 自由への進撃                                                              | 柳麻美                                   | 「もしこの壁の中が一軒の家だとしたら」                                                 | |
| 2014年   |                                                                           |                                          |                                                                                        | |
| 8月17日  | Daybreak                                                                  | 柳麻美                                   | 「Daybreak」                                                                           | |
| 10月15日 | 熱血異能部活譚 Trigger Kiss Original Soundtrack                           | 柳麻美                                   | 「全力 youth days」                                                                    | ゲーム『熱血異能部活譚 Trigger Kiss』主題歌                                                             |
| 10月15日 | 熱血異能部活譚 Trigger Kiss Original Soundtrack                           | 柳麻美                                   | 「Precious times」                                                                     | ゲーム『熱血異能部活譚 Trigger Kiss』エンディングテーマ                                                 |
| 10月31日 | 箱庭ロジック オリジナルサウンドトラック                                   | MAMI                                     | 「君の箱庭」                                                                           | PCゲーム『箱庭ロジック』エンディングテーマ                                                              |
| 12月30日 | 1:1.618                                                                   | 柳麻美                                   | 「天路歴程」                                                                           | |
| 2015年   |                                                                           |                                          |                                                                                        | |
| 5月29日  | Barbarian On The Groove Works Collection 5th                              | 柳麻美                                   | 「World Jumper Solitude」                                                              | 暁WORKS「Bradyon Veda」BGM"World Jumper"Song Version                                                    |
| 8月16日  | 7th Dimension                                                             | 柳麻美、霜月はるか                       | 「Spiral Dimension -Album Ver-」 「Worldwide Wings」                                   | |
| 10月25日 | Astral Ending                                                             | 柳麻美                                   | 「光の裏側」                                                                           | |
| 12月31日 | 0 [zero]                                                                  | 柳麻美                                   | 「On The Road」                                                                        | |
| 2016年   |                                                                           |                                          |                                                                                        | |
| 4月26日  | Chiaroscuro                                                               | 柳麻美                                   | 「突然の雨」 「流れ星」 「夢と楽園」 「星に還る」 「Daybreak -additional violin ver-」 | |
| 8月13日  | DOWN DOWN DOLL -to the beginning 07-                                      | MAMI                                     | 「スカル キャット -Brave or Death-」                                                   | |
| 8月14日  | Tribalismo                                                                | 柳麻美                                   | 「荒野の霞」 「愛と呼ばれるもの」 「シゾフレニア」                                     | |
| 12月29日 | GIRLS ALBUM -ONE-                                                         | MAMI                                     | 「Secret Promise」                                                                     | |
| 2017年   |                                                                           |                                          |                                                                                        | |
| 4月30日  | Hello My Dear                                                             | 柳麻美                                   | 「Somewhere,Somewhere」 「Farewell My Love(MAMI Version)」                             | |
| 5月17日  | 進撃の軌跡                                                                | 柳麻美                                   | 「神の御業」                                                                           | |
| 5月26日  | ニュートンと林檎の樹 オリジナルサウンドトラック                           | MAMI                                     | 「風の唄」 「風の唄〜ENDING EDITION〜」                                                | PCゲーム『ニュートンと林檎の樹』主題歌                                                                  |
| 8月31日  | よるのないくに2 オリジナルサウンドトラック                                | Annabel、柳麻美（コーラス参加）          | 「Lucia」                                                                              | ゲーム『よるのないくに2 〜新月の花嫁〜』                                                                |
| 8月31日  | よるのないくに2 オリジナルサウンドトラック                                | 柳麻美（コーラス参加）                   | 「Omen」 「ieil jekh」                                                                 | |
| 12月20日 | リディー&スールのアトリエ 〜不思議な絵画の錬金術士〜 VOCAL ALBUM          | 柳麻美                                   | 「Prism」                                                                              | ゲーム『リディー&スールのアトリエ 〜不思議な絵画の錬金術士〜』                                          |
| 2018年   |                                                                           |                                          |                                                                                        | |
| 4月29日  | Aresto Momentom                                                           | 柳麻美                                   | 「ちいさな希望の歌」 「Goodbye Gravity」                                               | |
| 12月28日 | Laplacian vocal collection vol.01 2016-2018                               | MAMI                                     | 「風の唄」                                                                             | PCゲーム「ニュートンと林檎の樹」主題歌                                                                  |
| 12月28日 | Laplacian vocal collection vol.01 2016-2018                               | MAMI                                     | 「Wish You Were There」                                                                | PCゲーム「未来ラジオと人工鳩」エンディングテーマ                                                        |
| 12月28日 | Laplacian vocal collection vol.01 2016-2018                               | MAMI                                     | 「荒野の少女」                                                                         | 「Laplacian vocal collection vol.01 2016-2018」書き下ろし楽曲                                           |
| 2019年   |                                                                           |                                          |                                                                                        | |
| 4月28日  | 上原一之龍 VOCAL COLLECTION 2015～2018                                    | MAMI                                     | 「風の唄」                                                                             | PCゲーム「ニュートンと林檎の樹」主題歌                                                                  |
| 4月28日  | 上原一之龍 VOCAL COLLECTION 2015～2018                                    | MAMI                                     | 「迷ヒ我」（マヨヒガ）                                                                 | PCゲーム「Erewhon」主題歌                                                                               |
| 4月28日  | 上原一之龍 VOCAL COLLECTION 2015～2018                                    | MAMI                                     | 「Dance of Wolf」                                                                      | PCゲーム「眠れぬ羊と孤独な狼」主題歌                                                                    |
| 2020年   |                                                                           |                                          |                                                                                        | |
| 9月25日  | 鍵を隠したカゴのトリ オリジナルサウンドトラック                           | 柳麻美                                   | 「一秒の窓」                                                                           | PCゲーム「鍵を隠したカゴのトリ」エンディングテーマ                                                      |
| 10月28日 | ATRI -My Dear Moments- Original Soundtrack                                | 柳麻美                                   | 「光放て！」                                                                           | ノベルゲーム「ATRI -My Dear Moments-」主題歌 TVアニメ「ATRI -My Dear Moments-」第13話エンディングテーマ |
| 2021年   |                                                                           |                                          |                                                                                        | |
| 4月26日  | Lkyt. original soundtrack                                                 | MAMI                                     | 「Lkyt.」                                                                              | BLゲーム「Lkyt.」主題歌                                                                                 |

### CD収録不明

#### コンシューマーゲーム（柳麻美名義）
- 『Counter-Strike NEO -WHITE MEMORIES-』 エンディングテーマ「memories」
- 『アーシャのアトリエ 〜黄昏の大地の錬金術士〜』 劇中歌「FJ:パナすぺしゃる」 - ボーカル参加
- 『アルノサージュ〜生まれいずる星へ祈る詩〜』 BGM「水を伝う体温」「鎮魂詩」 - ボーカル参加

PCゲーム（MAMI名義）
- 『その花びらにくちづけを にゅーじぇね!』エンディングテーマ「summer sky」 - ボーカル参加

#### 作詞提供
- スマホ向けカジュアルストラテジーRPG『ヴァルハラフロント』主題歌「そこに或る刻（トキ）の果て」作詞提供　歌：日高里菜

#### その他
- 山本サヤカ『つくしの言伝』付属DVD - ライブ映像でコーラス参加
- 絵本『こねこのパヤパヤ』 付属CDより「子猫のパヤパヤ」 - ボーカル参加
- ワンカップPファンブック『子猫のパヤパヤ』 付属CDより「子猫のパヤパヤ sweet mamix」 - ボーカル参加
- パチンコ・スロットの大当たり楽曲への作詞、ボーカル参加（20曲以上）
- 株式会社メイト 運動会実技研修会教材『セトちゃんのうんとこどっこい運動会24 〜日常保育から運動会へ〜』 - ボーカル参加

## ライブ・イベント
- Cabbit トークライブ「キミへ贈る、ソラの花」（2012年11月24日、AKIHABARA SIXTEEN）
- Linked Horizon / 進撃の巨人トーク＆ライブイベント「自由への進撃」（2013年7月9,10,12,13,17,18,25,26日、東京・大阪名古屋・3会場8公演）
- Mami's MUSIUM 〜1st impression〜（2013年9月21日、恵比寿天窓 .Switch）
- Mami's MUSIUM 〜2nd session〜（2014年5月31日、恵比寿天窓 .Switch）
- A-POP MUSIC LIVE PARTY!ANISON CHANNEL VOL.5　(2016年6月18日、渋谷LOUNGE NEO)
- TOKYO ERG SUMMIT VOL.28　(2016年7月31日、渋谷LOUNGE NEO)
- SHIBUYA THE GAME ANISON & GAME SONG LIVE「TIE UP!! VOL.1」 (2016年10月7日、渋谷THE)
- TOKYO ERG SUMMIT VOL.30　(2016年12月3日、渋谷LOUNGE NEO)
- 鈴の音学園文化祭Vol.1　(2016年12月18日、渋谷DESEO)
- 「アトリエ」20周年スペシャルライブ　(2017年7月9日、豊洲PIT)
- Linked Horizon / 進撃の巨人「Linked Horizon Live tour 2017 進撃の軌跡」（2017年7月～2017年11月まで、日本、台湾、香港含め、全34公演）
- Linked Horizon / 進撃の巨人「Linked Horizon Live Tour『進撃の軌跡』総員集結 凱旋公演」　(2018年1月13日&14日、横浜アリーナ)
- MAMI's MUSIUM ～Acoustic night～　(2018年3月4日、四谷天窓.comfort)
- TOKYO ERG SUMMIT 6周年！！　(2018年9月15日、渋谷LOUNGE NEO)
- Barzz～鳥の吟遊詩人たち～演奏会　(司会・進行)　(2018年8月31日、ヤマハホール)
- TOKYO ERG SUMMIT VOL.33　(2018年9月15日、渋谷LOUNGE NEO)
- レオマワールド　ウィンターイルミネーション２０１８　クリスマスツリー点灯式　(2018年12月22～25日)
- Mami's MUSIUM ～10th Anniversary LIVE!!～ (2019年8月9日、渋谷gee-ge.)
- Mamicco's Valentine Live♡ (2020年2月16日、代官山NOMAD）
- TOKYO ERG SUMMIT VOL.39　(2021年7月17日、渋谷WOMB)

### DVD & Blu-ray
- ミュージック・マスターガイドDVD Cubase6
- The Assorted Horizons（2014年6月18日） - 初回限定デラックス盤（Blu-ray）にのみ進撃の巨人トーク＆ライブイベント「自由への進撃」より3曲を収録。

## 作詞、作曲、編曲

### 自身の曲
2009年
- 1stミニアルバム『明け方の空』収録曲
  - 明け方の空 / 作詞・作曲
  - 星空の下、愛の詩を / 作詞・作曲・編曲
  - 願い / 作詞・作曲
  - てのひらの種 / 作曲（作詞：あおやまみお）
  - あの世界へ / 作詞・作曲・編曲

2014年
- 2ndミニアルバム『導きの光』
  - 導きの光 / 作詞（作曲：MANYO）
  - 戦いの交響曲 / 作詞（作曲：MANYO）
  - ここにいるよ / 作詞・作曲
  - 儚い時間 / 作詞・作曲
  - 未来へ / 作詞（作曲：MANYO）

2024年
- ワークベストアルバム『Storyteller』
  - 雨降り花 / 作曲（作詞：高橋麗子）